# کولیم
کولیم (به لاتین: Kulim) یک منطقهٔ مسکونی در مالزی است که در کداح واقع شده‌است.

## خصوصیات
کولیم ۲۲۸٬۶۶۲ نفر جمعیت دارد.